# ピエール・イッサ
ピエール・イッサ（Pierre Sanharib Issa、1975年9月11日 - ）は、南アフリカの元サッカー選手。元南アフリカ代表。ポジションはディフェンダー。

## 来歴
1997年11月に南アフリカ代表デビュー。南アフリカとして初の出場となった1998 FIFAワールドカップではグループステージ全3試合に出場した。アフリカネイションズカップ2000でも全6試合に出場、3位となった。また、2002 FIFAワールドカップにも2大会連続で出場した。2006年までに47試合に出場した。

## 代表歴

### 出場大会
- 南アフリカ代表
  - 1998 FIFAワールドカップ
  - 2002 FIFAワールドカップ

### 試合数
- 国際Aマッチ 47試合 0得点（1997年-2006年）[1]

| 南アフリカ代表 | 国際Aマッチ | 国際Aマッチ |
| 年             | 出場        | 得点        |
| -------------- | ----------- | ----------- |
| 1997           | 1           | 0           |
| 1998           | 6           | 0           |
| 1999           | 5           | 0           |
| 2000           | 14          | 0           |
| 2001           | 8           | 0           |
| 2002           | 9           | 0           |
| 2003           | 0           | 0           |
| 2004           | 0           | 0           |
| 2005           | 0           | 0           |
| 2006           | 4           | 0           |
| 通算           | 47          | 0           |